# Кунстхаус (Эссен)
Кунстхаус в Эссене (нем. Kunsthaus Essen) — арт-центр и художественная галерея в районе Реллингхаузен города Эссен (земля Северный Рейн-Вестфалия), появившиеся в 1977 году — первая групповая выставка художников-основателей состоялась в ноябре; в 1978 году группа взяла в аренду помещение в бывшей прачечной «Адлер»; в середине 1980-х центр переехал в помещения бывшей школы, построенной по проекту Оскара Швера в 1925 году. Дом искусств Эссена специализируется на временных выставках, посвящённых современному искусству.

## История и описание

### Создание и деятельность
Кунстхаус был основан в 1977 году как художественное объединение «Kunsthaus Essen e.V.» без собственного помещения. Первая групповая выставка десяти членов-основателей состоялась в ноябре того же года в галерее «Bizard» в Бохуме, а их первой совместной работой стал плакат для данной выставки, дизайн которого был основан на идее Вальтера Нагата (Walter Nagat). Целью художников было использовать пустовавшее школьное здание как место для размещения мастерских по работе с деревом и металлом, а также — гончарной мастерской для керамических произведений и фотолаборатории. Группа хотела получить больше пространства для своего творчества.
В то же время, открытость группы и её деятельность должна была обеспечить больший контакт с аудиторией и сформировать общественное мнение (вызвать в нём интерес к современному искусству). В 1978 году группа взяла в аренду несколько подходящих помещений, располагавшихся в бывшей прачечной «Адлер» — на заднем дворе дома по улице Eduard-Lucasstrasse. В том же году началось создание мастерской по дереву, студии живописи и фотолаборатории. Некоторые участники вышли из союза, однако другие художники присоединились к нему. Было начато сотрудничество с отделом культуры (Kulturamt) Эссена и союзом «Arbeiterwohlfahrt» (AWO); в тот период ряд участников впервые выступил в культурном центре «Melkweg» в Амстердаме.
В итоге, в середине 1980-х годов «Kunsthaus Essen» переехал в здание бывшей школы в районе Реллингхаузен в Эссене; здание быстро превратилось в региональную, а затем и международную, выставочную площадку — и, одновременно, в место для созданий произведений современного искусства. Создание концепций выставок, публикация каталогов и проведение мероприятий осуществлялось самими художниками и членами ассоциации. По состоянию на 2019 год, в здании разместилось 16 постоянных мастерских, а также — студия звукозаписи, зал современного танца и жилое пространство для художников. С 2010 года в здании проходит концертная серия «MontagTontag», в рамках которого каждый понедельник музыканты, группы и исполнители играют часовой концерт с бесплатным входом в кафе при галерее.

### Здание
Здание будущего художественного центра было построено как школьное здание для мужского среднего образовательного учреждения «Städtische Knabenmittelschule Essen-Süd» (сегодня — городская средняя школа имени Альберта Эйнштейна); оно возводилось по проекту Оскара Швера (1872—1921), который являлся ответственным за строительство всего района. Строительство завершилось в 1925 году; известно, что открытие состоялось тогда же, но самые старые из сохранившихся в школьном архиве документов относятся к 1934 году — возможно, более ранние документы погибли во время Второй мировой войны. В 1953 году состоялась церемония закладки фундамента для строительства нового школьного здания на площади Ардейплатц — первого нового школьного здания в городе Эссен, построенном после мировой войны. В следующем году занятия начались уже в новом помещении и старое здание было заброшено.